# 大久保博 (政治家)
大久保 博（おおくぼ ひろし、1949年（昭和24年）10月11日 - 2025年（令和7年）1月11日）は、日本の政治家、実業家。千葉県市川市長（2期）を務めた。

## 来歴
市川市生まれ。市川市立中山小学校、市川市立第四中学校、千葉県立国府台高等学校卒業後、東京電機大学工学部に入学するが、中退。その後、生家が経営する川上産業株式会社に入社し、1983年より同社代表取締役。1989年8月、いちかわケーブルネットワーク株式会社（現J:COM 市川）を設立し、2007年まで同社代表取締役を務めた。
2009年、千葉光行市長の引退を受け、千葉や民主党の5区総支部の支援を受けて市川市長選挙に無所属で出馬した。民主党は、村越祐民が代表を務める5区総支部が大久保を支持したのに対し、生方幸夫が代表の6区総支部は民主党所属の市川市議会議員だった高橋亮平を支持し、みんなの党・市民ネットワーク市川も高橋を支援した。民主党に所属する千葉県議会議員の小泉文人は自民党の薗浦健太郎、渡辺博道（いずれも当時は非議員）の支持を受け、民主系の新人3候補による三つ巴の争いが繰り広げられたが、子育て世代の支援等を掲げた大久保が僅差で小泉、高橋を振り切り、初当選した。投票率は29.96％。
市長就任後、千葉前市長の時代から続く大型公共事業の推進を優先し、市川市長選における公約の達成度の低さを自ら認めている。
2013年6月17日、再選出馬を表明。11月24日投開票の市長選挙では、自民・民主・維新・公明・生活・社民6党の推薦を受け、日本共産党が推薦する市川浦安労連副議長の田中長義を破り、再選。投票率は21.71％。
2017年8月には意向を表明していたが、大久保は2期での引退を決め、同年11月の市長選挙には出馬しなかった。この選挙は上述の村越祐民や高橋亮平など新人5候補の争いとなったが、全員が法定得票数を満たさなかったため、再選挙の実施が決まった。
大久保は2017年12月24日をもって任期を満了し退任したが、後任の市長は当面不在の上に再選挙の日程もすぐには決まらない状況であり、市長不在の長期化も懸念されるため、これに備えて副市長に、在職中の佐藤尚美（大久保退任後の職務代理者）に加えてもう1名（市の危機管理監を務めていた笠原智）を任命するなどの人事を、退任に先立って行った。再選挙は2018年4月22日に行われ、村越が当選した。
2025年1月11日、直腸がんのため死去。75歳没。